# Open di Zurigo 1990
L'Open di Zurigo 1990 è stato un torneo femminile di tennis giocato sul sintetico indoor. È stata la 7ª edizione del torneo, che fa parte della categoria Tier II nell'ambito del WTA Tour 1990. Si è giocato nell'Hallenstadion di Zurigo in Svizzera, dall'8 al 14 ottobre 1990.

## Campionesse

### Singolare
Steffi Graf ha battuto in finale  Gabriela Sabatini con il punteggio di 6–3, 6–2

### Doppio
Manon Bollegraf /  Eva Pfaff hanno battuto in finale  Catherine Suire /  Dinky Van Rensburg con il punteggio di 7–5, 6–4